# Elmore (Alabama)
Elmore és una població dels Estats Units a l'estat d'Alabama. Segons el cens del 2000 tenia 199 habitants.

## Demografia
Segons el cens del 2000, Elmore tenia 199 habitants, 77 habitatges, i 55 famílies. La densitat de població era de 116,4 habitants/km².
Dels 77 habitatges en un 31,2% hi vivien nens de menys de 18 anys, en un 49,4% hi vivien parelles casades, en un 18,2% dones solteres, i en un 27,3% no eren unitats familiars. En el 23,4% dels habitatges hi vivien persones soles el 9,1% de les quals corresponia a persones de 65 anys o més que vivien soles. El nombre mitjà de persones vivint en cada habitatge era de 2,58 i el nombre mitjà de persones que vivien en cada família era de 3,07.
Per edats la població es repartia de la següent manera: un 26,1% tenia menys de 18 anys, un 8,5% entre 18 i 24, un 32,7% entre 25 i 44, un 21,1% de 45 a 60 i un 11,6% 65 anys o més.
L'edat mediana era de 34 anys. Per cada 100 dones hi havia 89,5 homes. Per cada 100 dones de 18 o més anys hi havia 98,6 homes.
La renda mediana per habitatge era de 29.792 $ i la renda mediana per família de 32.500 $. Els homes tenien una renda mediana de 30.179 $ mentre que les dones 23.333 $. La renda per capita de la població era de 13.533 $. Aproximadament l'11,7% de les famílies i el 20,5% de la població estaven per davall del llindar de pobresa.

## Poblacions més properes
El següent diagrama mostra les poblacions més properes.